# ニューカッスル・レッドブルズ
ニューカッスル・レッドブルズ（Newcastle Red Bulls）は、2025年8月からレッドブルが経営権を取得した、イングランドのニューカッスル・アポン・タインを本拠地とするラグビーユニオンクラブ。かつてのクラブ名は、ニューカッスル・ファルコンズ（Newcastle Falcons）。

## 歴史
1877年創設。
1990年、本拠地を現在のキングストン・パークに移転するとともに、クラブ名をニューカッスル・ゴスフォースからニューカッスル・ファルコンズに改称した。
1996年、プレミアシップ昇格。
1997-98シーズン、プレミアシップ初優勝。
2005年、プレシーズンとしてジャパンツアーを敢行。NECグリーンロケッツには勝利したが、トヨタ自動車ヴェルブリッツに敗戦。
2016年、日本代表の畠山健介が期限付き移籍で加入した。
2018-19シーズン、プレミアシップ最下位に終わりRFUチャンピオンシップに降格。
2019-20シーズン、RFUチャンピオンシップで優勝してプレミアシップ昇格。
2025年8月12日、レッドブルがチームを買収し経営権を持ち、クラブ名を「ニューカッスル・レッドブルズ」に変更した。レッドブルは、サッカーチームのニューカッスル・ユナイテッドFCの経営権も持つ。

## タイトル
- プレミアシップ 1997/98
- 1部 1992/93
- ナショナルカップ 1976, 1977, 2001, 2004

## スコッド
2024-25シーズンのスコッド（2024年8月現在）
| フッカー - ジミー・ブラミア - ブライアン・バーン プロップ - エドゥアルド・ベーロ - アダム・ブロックレバンク - ルアーン・デ・ブルイン - マレー・マクカラム - リチャード・パルフラマン - マーク・タムピン ロック - ティム・カーダール - セバスチャン・デ・チャベス - ジョン・ハスキンス - キーラン・マクドナルド - ペドロ・ルビオロ | フランカー/No.8 - ジョシュ・バインブリッジ - コーラム・チック - ジョン・ケリー(John Kelly) - オーリー・レアターバロー(Ollie Leatherbarrow) - フレディー・ロックウッド(Freddie Lockwood) - キャメロン・ネイルド - マーカス・ティッフェン(Marcus Tiffen) - フィリップ・ファンデルヴァルト スクラムハーフ - ジェームズ・エルリオット(James Elliott) - ヒュース・オブライアン - マックス・ペッぺー(Max Pepper) - サム・スチュアート(Sam Stuart) フライハーフ - ブレット・コンノン - キエラン・ウィルキンソン | センター - サミー・アーノルド - コナー・ドハティ - カミー・ハッチソン - トム・ペニー ウイング - アレックス・ヒアーレ - エリオット・オタボインボ - アダム・・ラドバン - ベン・スティーブンソン フルバック - ロイス・ブラウン(Louis Brown) - オリバー・スペンサー(Oliver Spencer) |
| | | |
| 太字はキャップを持っている選手。はキャプテン。 | | |

## 歴代所属選手
- ヴァアイガ・ツイガマラ
- ジョニー・ウィルキンソン（2009年まで）
- ウチ・オドゥーザ（2010年まで）
- マイク・ブレア
- ウィリ・ローファイ
- アンディー・グッド
- ジェフ・パーリング
- アレサナ・トゥイランギ
- ジョシュア・フルノ
- マイク・マッカーシー
- ティム・スウィンソン
- キーラン・ブルックス
- 畠山健介
- エリック・フライ
- オペティ・フォヌア
- テヴィタ・ザヴンバティ
- ジョヴァンバティスタ・ヴェンディッティ
- ニリ・ラトゥ
- クリス・ハリス
- DTH・ファン・デル・メルヴァ
- ディオゴ・フェレイラ
- トッド・クレバー
- エバン・オルムステッド
- ジョシュア・バシャム
- フアン・パブロ・ソシーノ
- ティム・ビッサー
- サンティアゴ・ソシノ
- ニック・チヴェッタ
- ジェイク・イルニッキー
- ポール・ミューレン
- ファン・パブロ・オルランディ
- ジョシュ・マタビシ
- ソナタネ・タクルア
- ヴェレニキ・ゴネヴァ
- デビッド・ウィルソン
- ジョン・ウェルシュ
- クーパー・ブーナ
- ケーン・トンプソン
- マルコ・フゼル
- ルイ・シュラウダー
- ペドロ・ベタンクール
- マーク・ウィルソン
- マイク・ブラウン
- ジョニー・ウィリアムズ
- ジョシュ・ペーターズ
- グレッグ・ピーターソン
- マティアス・モローニ
- マティアス・オーランド
- マテオ・カレラス